# ヤザン・ゲーブル
- 機動戦士Ζガンダム > 機動戦士Ζガンダムの登場人物 > ヤザン・ゲーブル
- 機動戦士ガンダムΖΖ > 機動戦士ガンダムΖΖの登場人物 > ヤザン・ゲーブル

ヤザン・ゲーブル (Yazan Gable) は、アニメ『機動戦士Ζガンダム』『機動戦士ガンダムΖΖ』に登場する架空の人物。担当声優は大塚芳忠。またはアニメOVA『機動戦士SDガンダムMk-Ⅳ』のSDガンダム猛レースでの声優は戸谷公次。

## 人物
ティターンズのモビルスーツ (MS) パイロットで階級は大尉（初登場時は中尉）。劇場版『機動戦士Ζガンダム A New Translation』の設定では27歳。サラ・ザビアロフに「野獣」と評されるように野生の荒々しさを持つ、金髪のリーゼントで浅黒い肌の色の風貌をした人物。胸元に亀のタトゥーを入れている。
MSパイロットとして卓越した操縦技能を持つ。そのため、一年戦争以前の経歴については作中で特に描かれてはいないものの戦闘経験が豊富であると推測されており、ガンダムシリーズを題材にした各種ゲームでは、一年戦争時のヤザンを地球連邦軍側のパイロットとして登場させる作品も少なくない。
戦闘自体を好む激しい性格でその好戦性は幼少時から顕著だったようで、少年時代は荒んだ生活を送っていた。また、当時は自分を欲望に忠実に生きる人間に育てた親を憎んでいたらしい。
ティターンズの理念には関心を持っておらず、他勢力との戦いの場としか見ていない。また、自分の戦闘を邪魔する存在については敵味方問わず容赦しない。その一方、コロニー落としやサイド2への毒ガス攻撃などの民間人を虐殺する行為には参加を拒否した（ただし、小説版で「手も足も出ない女子供を殺して何が面白いものか」とガス攻撃への嫌悪を表現しており、人道的な観点以上に、これらの行為では生の戦闘の感覚が味わえないからといった個人的な価値観の方が大きいと思われる）。ほか、初陣であるアドル・ゼノの出撃前にはその睾丸を握り萎縮しているのを知って叱咤激励したり、ラムサス・ハサの戦死時には彼の名を叫んで激昂するなど、部下や後輩にとっては良き兄貴分のような存在とされている。そのほか、ガディ・キンゼーがMS部隊を貸してくれた際には礼を述べて握手を求め、敬礼して出撃するといった一面も見せている。また、恐れ知らずのように見えて、パプテマス・シロッコと対面した際には気圧されて冷や汗をかいている。小説版『機動戦士ガンダムΖΖ』では、仲間の死を悼んで墓を作ることを提案する場面もあり、ゲモン・バジャックから「意外と優しい人間」と評されるなど、戦いだけではわからない仲間への友情も持っている。
ダミーのMS（マラサイ）を囮に使う作戦を立案・実行し、敵のアーガマ隊を罠に嵌めたこともあり、劇場版『Ζガンダム』ではシロッコの野心を見抜いたうえで協力するなど、戦術や政治的駆け引きにも長けた面を見せることもある。
『ガンダムΖΖ』では、序盤でΖガンダムを奪取しようと目論んだ際に「殺人はしない」という約束でジュドー・アーシタたちを仲間に引き入れるが、あくまでも「致命傷は負わさない」程度の認識だったため、重傷者が発生する。自身は約束を守ったと認識しているものの、そのことでジュドーたちを怒らせ、奪取に失敗している。
カミーユからは「強いがプレッシャーは感じない」旨の言及をされるなど、一般的にオールドタイプとして扱われているが、レコア・ロンドとの戦闘では、MS越しに彼女の姿を見るという、ニュータイプの素質を持っているともとれる描写がある。

## 劇中での活躍

### 機動戦士Ζガンダム
初登場時は重巡洋艦アレキサンドリアに配属され、一般兵士用に調整されたギャプランを駆っていたが、上官のジャマイカン・ダニンガンや同僚のジェリド・メサとは折り合いが悪かった。エゥーゴとの戦闘中、ジャマイカンが自分たちのいる方向に艦砲射撃を行ったことによってアドルが死亡したことが引き金となり、エマ・シーンの駆るスーパーガンダムを誘導してアレキサンドリアのブリッジを狙撃させ、ジャマイカンの殺害に成功する。
ジャマイカン死後もアレキサンドリアのドック内にある旧式のハイザックを無断で宇宙に捨てるトラブルを起こすが、艦長のガディ・キンゼーはヤザンを巧みに扱い、後のアーガマ襲撃作戦では囮に使われたことも気づかせなかった。
シロッコが指揮を執るドゴス・ギア所属となってからは彼に最新鋭MSのハンブラビを与えられ、厚遇を約束される。また、服装もティターンズ制服から胸元の大きく開いた専用の制服に変わる。その後、グリプスから呼び寄せたダンケルやラムサスと共に小隊を結成して抜群のチームワークを発揮しながら、「クモの巣」と呼ばれる連携戦法やハンブラビが装備する武器「海ヘビ」などを駆使することにより、Ζガンダムを駆るカミーユ・ビダンや百式を駆るクワトロ・バジーナのほか、エマやファ・ユイリィらエゥーゴのパイロットたちを窮地に追い詰めている。
バスク・オムへ譲渡後のドゴス・ギアでは彼の指揮下に入ったが、レコア率いるMS隊による強襲を受けた際には出撃したものの戦闘を行わなかった。
グリプス戦役の最終局面において、カツ・コバヤシの駆るGディフェンサーやヘンケン・ベッケナーの指揮するラーディッシュを相次いで沈めるも、悲惨な戦況への逆上から超常的な力を発揮したカミーユのΖガンダムに機体を真っ二つにされ、脱出ポッドで辛くも戦闘宙域から離脱している。
小説版では、カミーユのΖガンダムのグレネードランチャーの直撃をコクピットに受け撃墜されており、生死についてははっきりと描かれていない。
リメイク版の漫画『機動戦士Ζガンダム Define』では、登場がジャブロー攻略戦以前に前倒しされている。アニメ版では搭乗しなかったマラサイでカミーユの駆るネモと交戦し、素人の彼に不意を突かれて敗れる。

#### 劇場版
第2部『恋人たち』より登場。基本的にテレビ版とほぼ同じ経緯を辿るが、シロッコにはテレビ版以上に親密感を持っており、グリプス戦役の最終局面でシロッコへの手土産としてバスク・オムが乗艦するドゴス・ギアをダンケルやラムサスと共に撃沈している。

### 機動戦士ガンダムΖΖ
作品序盤（第1クール）のコミカルな演出のため、コメディーリリーフのような役回りとなっている。
グリプス戦後、脱出ポッドはサイド1のスペースコロニー「シャングリラ」に辿り着き、ジュドー・アーシタたちによって拾われる。そこに偶然アーガマが入港してきたため、ジュドーらをそそのかしてΖガンダムを盗ませようとするが、その最中にアーガマのクルーであったサエグサに重傷を負わせたことから、反発したジュドーが操るΖガンダムに撃退される（第2話）。その後、ジャンク屋のゲモンの駆るゲゼを強奪しようとするが、鉄パイプを持ったままマンホールの穴へ落下し、運悪くジュドーらが通う学校の屋上から降り注いできた瓦礫に穴を塞がれてしまう（第5話）、マシュマー・セロの駆るズサを盗んだスクーターで追いかけて強奪しようとするが、飛び立つΖガンダムに気を取られた直後に瓦礫の壁に激突し、崩れてきたその下敷きになるといったオチに使われる（第6話）。最後はゲモンと共闘してゲゼ（2号機）で再び戦いを挑み、機体の性能差を乗り越えて善戦するが、ジュドーの駆るΖガンダムに撃墜されて空中で脱出した（第8話）。
以降は消息不明であるが、第27話のダカールの迎賓館にてミネバ・ラオ・ザビの歓迎パーティーに出席した地球連邦軍の高官など出席者たちの中に、ほんの数秒の背景カットとして濃紺のタキシードを着たヤザンに似た人物が確認できる。
小説版ではネオ・ジオンに協力し、地球までジュドーたちを追いかけたものの、マシュマーとロンメルの死後、ゲモンと共に砂漠の民としてしばし休息の時を過ごすという幕引きとなった。

### 他作品での登場
漫画『機動戦士ガンダム MSV-R ジョニー・ライデンの帰還』では、宇宙世紀0090年頃に地球連邦軍のMS中隊「ナイトイエーガー」の隊長として、「ヴァースキ」（インドにおける蛇神の諸王ナーガラージャの名前）という偽名で登場（フルネームはヴァースキ・バジャック）。『Ζガンダム』当時より知的で部下の面倒見もよく、目上の人間に対しても礼儀正しい性格のように振る舞うが、キマイラ隊出身のパイロットを「幻獣」と呼んで交戦を楽しむなど以前と同様の戦闘狂の一面も覗かせる。この作品においても、遠距離からの狙撃を咄嗟に回避するなど異様な反応の良さから「野獣」らしさは健在であるほか、搭乗機体こそ変わったものの「海ヘビ」を愛用している。なお、本作では自身にはニュータイプ特性が無いためサイコミュを扱えないという旨の発言をしている。
一年戦争時の上官であったゴップ議長からの直々の依頼で、彼の養女となったイングリッド０を伴って宇宙に上がる。その後、コンペイトウ宙域では成り行きでレッド・ウェイラインと共にシャアを相手取ったが、シャアの駆るディジェによって乗機は大破させられた。
その後、ゴップが手配した機体がガンダムMk-IIであった事に難色を示したが、事態が急を要していたため渋々受領している。作中ではゴップからティターンズに所属していたことを揶揄された際に「茶化さないでいただきたい」と静かに怒りを見せたり、自ら「思想もないのに思想組織に組みいって大失敗をやらかした」と述懐するなど、ティターンズに所属していたことを後悔している節が見受けられた。
雑誌「SDクラブ」で連載された漫画『英雄伝説』では、宇宙世紀0094年頃もシャングリラにてゲモンのジャンク屋に居候している。アムロ・レイに関する残骸をめぐってカイ・シデンやビーチャ・オーレグらと対立し、ネオ・ジオン残党から奪ったギラ・ドーガに搭乗して武力騒動を起こすが、ΖΖガンダムに乗って駆けつけたジュドーによって鎮圧された。

## キャラクターデザイン・その他
キャラクターデザインは、『デューン/砂の惑星』でスティングが演じたフェイド・ラウサにインスピレーションを得ている。なお、ヤザン役の大塚は後に『デューン』のスティングの吹替を担当している。
当初は安彦良和のデザインしたオレンジイエローのティターンズ士官服を着ていたが、途中から永野護デザインによる半袖で胸が大きく開いた黄色のユニホームを着用するようになった。なおこの設定画は首から上を安彦の画と切り貼りしたものになっていた。小説版『Ζガンダム』ではヤザンの服装について、ガディ・キンゼーは「まるで歌手だ」と言い放っている。ヤザン本人としては「ハンブラビを回してくれた記念」とのことである。また、服から覗く胸板には亀のタトゥー（小説版『ΖΖ』ではシール）らしきものが見える。
着用するノーマルスーツは一般的なティターンズの仕様とはヘルメットのディティールが異なり、バイザーが黄色である。
ファミリーネームであるGableの綴りは、映画俳優クラーク・ゲーブルと同じである。これに合わせ、部下に俳優ゲイリー・クーパー (Cooper) の姓を持つダンケル・クーパーを配することで、いにしえの銀幕コンビ「クーパー&ゲーブル」を洒落で再現している。

## 主な搭乗機
- RMS-108 マラサイ（機動戦士Ζガンダム Define）
- ORX-005 ギャプラン（機動戦士Ζガンダム、機動戦士ガンダム MSV-R ジョニー・ライデンの帰還）
- RX-139 ハンブラビ（機動戦士Ζガンダム）
- ゲゼ（機動戦士ガンダムΖΖ）
- RGM-79V ジム・ナイトシーカー（機動戦士ガンダム MSV-R ジョニー・ライデンの帰還）
- RX-178 ガンダムMk-II（機動戦士ガンダム MSV-R ジョニー・ライデンの帰還）
- FA-178 フルアーマーガンダムMk-II（機動戦士ガンダム MSV-R ジョニー・ライデンの帰還）

## 搭乗艦
- アレキサンドリア（機動戦士Ζガンダム）
- ルクソール（機動戦士Ζガンダム Define）
- ドゴス・ギア（機動戦士Ζガンダム）
- ブランリヴァル（機動戦士ガンダム MSV-R ジョニー・ライデンの帰還）

## 評価
『愛と戦いのロボット 完全保存版』で発表されたアンケート「みんなで選ぶロボットアニメーションベスト100」では、「一番極悪な悪役・敵役は？」で第30位、「一番美しい悪役・敵役は？」で第94位にランクインした。